# 李铁
李铁（1977年5月18日—），中国足球运动员、教练员，司职中场，曾获中国足球先生等奖项，职业生涯中曾在英格兰埃弗顿队效力。曾任中国足球超級联赛球队河北华夏幸福、武汉卓尔的主教练和中国国家足球队的主教练。他于2017年10月加入中国国民党革命委员会，曾任民革辽宁省直工委传媒支部副主委。2022年11月因涉嫌严重违法，接受国家体育总局纪检监察组与湖北省监察委监察调查。2023年8月2日，李铁因涉嫌受贿、行賄等案件，被检方提起公诉。2024年12月13日，案件在湖北省咸宁市中级人民法院公开宣判，李铁被以受贿罪、行贿罪、单位行贿罪、非国家工作人员受贿罪、对非国家工作人员行贿罪数罪并罚判处有期徒刑二十年。

## 职业生涯
李铁出身于辽宁省沈阳市，祖籍河北省抚宁县，他8岁时便在张引足球学校接受专业足球训练。而同期的还有张玉宁、肇俊哲，李金羽等等。而16岁便入选健力宝青年队远赴巴西留学，他在巴西逗留了五年的时间；97年开始他入选中国国家队参加世界杯外围赛第二阶段十强赛，也代表健力宝青年队参加20岁以下青年锦标赛。
1998年回国后，加入辽宁队为他们得到甲B联赛亚军及足协杯亚军。99年入选国奥队参加悉尼奥运会足球外围赛，同年并为辽宁队夺得超霸杯冠军及甲A联赛亚军。
2001年，李铁当选为中国足球先生与及甲A联赛最佳球员奖项。
李铁代表国家队参加了2002年世界杯，受到英超球队愛華頓足球俱乐部的赏识，在2002年8月1日正式加盟埃弗顿足球俱乐部，當地轉播人員因不熟悉漢語拼音唸法，將鐵字的Tie讀成"太"。
2005年8月10日欧洲冠军联赛资格赛中，愛華頓1-2输给了比利亞雷阿爾，他坐在场边替补席上观看了比赛，成为第一名进入欧冠比赛大名单的中国球员。
2006年李铁以自由球员身份转会谢菲尔德联，合同期为两年（在转会谢菲尔德联之前，李鐵因骨折兩年都沒有為埃弗顿足球俱乐部在联賽上陣），英超谢菲尔德联于2006年7月7日在其官方网站上宣布，中国球员李铁已经获得劳工证，一周之后将加盟谢联队。但加盟谢菲尔德联後亦只曾在一場英格兰联賽杯上陣過一次。李铁已被谢菲尔德联領隊通知可以自由轉會。
2008年1月，李铁在与谢菲尔德联还有半年合同的情況下加盟了俱乐部在中国的合作球队成都谢菲联，并在2008赛季的中超联赛中攻入了自己职业生涯中第一个联赛入球。赛季结束后，他被报道将以自由身份加盟刚刚降级的辽宁宏运，兼任助理教练。
李铁在2010年中超联赛第27轮辽宁宏运对阵南昌八一的比赛中腿部骨折离场，这场比赛成为李铁职业生涯最后一场正式比赛。2011年，李铁进入辽宁宏运的球员名单，但因伤缺席整个赛季，只在预备队联赛中偶尔亮相。2012年，李铁虽仍旧进入辽宁宏运的球员名单，但只担任球队教练工作。

## 执教生涯
2012年5月25日，李铁接受广州恒大新任主教练里皮的邀请，以助理教练的身份加盟广州恒大，这也意味着其职业生涯正式终结。2014年5月底，李铁开始兼任中国国家足球队的助理教练。2015年广州恒大聘用斯科拉里取代卡纳瓦罗成为主教练后，李铁辞去俱乐部职务并担任中甲豪门河北华夏幸福足球俱乐部的助理教练。
2015年8月18日下午，河北华夏发表公告宣布安蒂奇将不再担任主帅，即日起由中方教练组组长李铁将担任球队主教练。最终李铁在当赛季余下9場比賽以8連勝带队冲超成功，业内人士事后质疑李铁私通对手打假球，後於2024年確認河北華夏透過李鐵的人脈施行賄賂，贏得比賽。2016年8月27日，河北华夏宣布李铁下课，由智利名帅佩莱格里尼接任。
2017年10月10日，武汉卓尔足球俱乐部宣布李铁出任俱乐部总经理兼体育总监。11月16日，李铁成为武汉卓尔主教练，新赛季将带领球队冲超。2018年10月7日，武汉卓尔提前三轮冲超成功，时隔5年重返中国足球顶级联赛。在2019年的中超联赛中，李铁再被质疑在赛季后期的两场关键的保级大战中，私通对手天津权健打假球，从中牟取巨额利益。
2019年10月，中国足协宣布在国家队之外设立选拔队，由李铁出任主教练参加东亚足球锦标赛，实际上代表国家队。里皮辞职后，李铁与李霄鹏、王宝山三名本土教练在12月底参与国足主帅面试，最终李铁以‘中国足球必须中国人来执教’赢得足协欢心，成为国足新任主教练。李铁上任国足主帅后，武汉卓尔仍要为其支付每年税后3000万人民币的薪资。陈戌源表示曾劝李铁把从武汉长江俱乐部收到的3000万年薪和1800万签字费退还给武汉长江俱乐部，但遭到李铁拒绝。
2021年12月3日，由于各类巨大争议引发的舆论风波，辞任国家队教练，由李霄鹏接任。

## 争议
李铁在担任中国国家足球队主教练后争议不断，尤其是在2022年世界杯预选赛的比赛中，各方认为李铁在战术用人，尤其是赛后发言等问题上引发了巨大的争议。这些争议最终导致其辞职。

### 对归化球员的使用争议
为提升中国国家足球队水平，自2018年起，中国足协便推行归化球员战略，归化有中国血统的非华裔球员（如蒋光太），以及在中国大陆境内居住、符合国际足联所要求的归化时长的中超联赛优秀外援（如艾克森、阿兰、洛国富等）。外界舆论普遍认为李铁将在12强赛重用归化球员。但李铁除执教后期的比赛外，大部分时间并未首发所有归化球员，而是作为本土球员替补上场，引发舆论争议，认为李铁的执教风格过于保守。也有评论认为其并非李铁本意，可能是反对归化的中国足球协会主席陈戌源要求所致，但后者已对此进行辟谣。

### 赛后发言争议
北京时间2021年11月17日，在世界杯预选赛中，中国国足以1-1战平澳大利亚国足。赛后李铁在新闻发布会用半小时开启“狂怼模式”、回击外界质疑与批评，更是直指“没有人比我更了解国足”“说有没有主场没区别的人完全没脑子”，引发巨大舆论波澜。发布会后许多媒体，乃至中国大陆的官媒新华社也对李铁的言论进行了批评，认为“李铁若想为国家队营造更好的备战环境，就要想办法寻求舆论最大公约数的支持。”此外，在世界杯预选赛之前的比赛中，在赛后的新闻发布会上，李铁也有部分言论饱受批评，如“中国足球只能由中国人来执教”等。

### 微博带货争议
昨天话说的有点多，早早睡了，8个小时的睡眠让我满血复活。拼尽全力，依然爱你！感谢所有球员和工作团队的努力拼搏！我们一起战胜了很多困难，一步一步在努力前行，继续加油！我的房间里行李永远是收拾好的，做好随时出发到下一站的准备，晚上飞机回国隔离21天。现在可以喝杯茶看看比赛了！(带的茶叶刚刚好)”。
——李铁于2021年11月17日，微博
李铁在这篇微博中附上与他有关多个商业品牌（其代言的健力宝、李宁）的配图，以及某茶叶品牌共四张图，尤其是将中国国家足球队赞助商Nike的标志裁掉，也涉嫌侵害中国国家足球队赞助商权益。事后有财经媒体爆料，李铁旗下共计代言3个品牌、关联公司8家。

### 国家队利益输送争议
根据中国大陆足球媒体《足球报》报道，李铁与某些足球经纪公司关系密切，并且利用国家队主教练的关系，为经纪公司签约和转会球员提供帮助。有短暂入选李铁国家队的球员被要求簽约这家经纪公司，拒绝签约的球员接下来没能再入选国足；有国脚转会中超豪门，该经纪公司以李铁帮忙牵线为由向球员要钱，被拒绝后，此国脚也在国足消失；有些球员入选国足后一直被该公司争取签约，但争取不到的就无法取得出场机会，随后就被李铁放弃。

## 贪腐被查
2022年11月12日，媒体人李明、李平康等爆料称李铁在参加职业教练培训会议时被带走接受调查。媒体人秦云表示李铁被体育总局的人带走，而“一个有点理想的记者”则表示李铁被纪委带走。而据2024年4月6日凤凰卫视播出的纪录片《反腐风暴一从足坛到体坛》披露，原大连队总经理石雪清表示，当时李铁与众人参加由李春满负责讲授的教练员培训班时，一位身份不明的“小女孩”来到教室告知所有学员，说体育总局的领导来连视察。在讲课的五分钟内，“小女孩”到李铁的座位说“外面有人找你”，于是他便站了起来离开教室。当时参课的范志毅也对李铁的突然离去感到十分困惑。11月26日，据湖北省纪委监委网站消息，李铁因涉嫌严重违法，正接受中央纪委国家监委驻国家体育总局纪检监察组和湖北省监委监察调查。11月27日，位于沈阳五里河体育场原址对面足球公园的李铁雕像被拆除拉走，由华夏幸福旗下孔雀城进行投资，并以李铁命名的“李铁8号足球公园”随后也将名称中的李铁二字去除。有媒体透露，李铁已供出了三名前中国男足国脚，包括原权健俱乐部和中国国家队守门员张鹭和两名没有透露姓名的球员，一人是李铁的沈阳老乡，也是张鹭在权健俱乐部的队友，后转会深圳；另一人曾是一名国足边卫。李铁被调查也引发了新一轮足坛反腐风暴，包括足协主席陈戌源、前足协纪律委员会主任王小平、前足管中心副主任、中超公司董事长于洪臣、体育总局副局长及中国足协党委书记杜兆才等人均在此次风暴中落马。
2023年6月28日，据知情人透露，李铁已被正式逮捕并移送至看守所。
2023年8月2日，李铁因涉嫌受賄、行賄、单位行賄、非国家工作人员受賄、對非国家工作人员行賄案，分别由湖北省赤壁市监察委员会、赤壁市公安局侦调后移送检方，经湖北省人民检察院指定，由咸宁市人民检察院并案审查并对其提起公诉。
2024年1月5日，央视发布电视专题片《持续发力 纵深推进》预告片，率先披露了李铁电视认罪的画面。他在狱中表示：“非常后悔，还是要踏踏实实走正路”。1月9日，李铁案的详情被披露。专题片介绍，李铁担任河北华夏幸福俱乐部主教练后，带球队打出八连胜并晋级中超，但实际上是金钱操作。另外，为谋求国家队主教练职位，李铁游说武汉卓尔俱乐部拿200万元向时任足协主席陈戌源行贿，还向时任足协秘书长刘奕行贿100万元。李铁与武汉卓尔以6000万元签下合同，随后李铁将卓尔队的4名球员（明天、李行、刘云、董春雨）选入国家队大名单。
此前体育解说员刘建宏曾评价李铁正直，形容“李铁这样的教练既勤奋又好学，人缘也不错，人品也很好”。但在央视披露李铁案后，刘建宏公开回应表示不了解“后来的李铁变了”，强调“必然会因此收到法律的制裁”。
2024年1月14日，据媒体报道称，李鐵的妻子龍菲拒絕退還2.7億元人民幣贓款‍‍，還準備離婚前往美國。另有傳李鐵在英國還有一個家庭。
2024年3月28日，湖北省咸宁市中级人民法院一审公开开庭审理李铁受贿、行贿、单位行贿、非国家工作人员受贿、对非国家工作人员行贿一案，咸宁市人民检察院指控其于2019年至2021年利用担任中国国家男子足球选拔队主教练、中国国家男子足球队主教练职务上的便利或者职权、地位形成的便利条件，为相关单位和个人在球员入选国家队、赢得比赛、签约俱乐部等事项上提供帮助，非法收受他人给予的人民币共计5089万余元，2019年，李铁为当选男足国家队主教练，请托他人提供帮助，后于2020年给予他人人民币100万元，2019年，李铁在武汉卓尔职业足球俱乐部有限公司任职期间，为谋取当选男足国家选拔队主教练、提高卓尔俱乐部影响力等利益，与该俱乐部负责人商定，请托他人提供帮助，该俱乐部给予他人人民币200万元，2017年至2019年，李铁利用担任卓尔俱乐部总经理、主教练职务上的便利，为河北华夏幸福足球俱乐部有限公司（以下简称华夏俱乐部）在球员转会、赢得比赛等事项上提供帮助，先后收受华夏俱乐部给予的人民币共计2675万元，2015年至2019年，李铁先后在华夏俱乐部、卓尔俱乐部任职期间，为赢得比赛或获得有利比赛结果，与俱乐部负责人商定，请托其他足球俱乐部在比赛中配合或者消极比赛，华夏俱乐部、卓尔俱乐部给予相关人员钱款共计折合人民币3905万余元。
2024年12月13日，案件在湖北省咸宁市中级人民法院公开宣判，李铁被以受贿罪、行贿罪、单位行贿罪、非国家工作人员受贿罪、对非国家工作人员行贿罪数罪并罚判处有期徒刑二十年，涉案金额共计人民币1.1969亿余元。李铁的律师团队在一审宣判后接受央视记者采访时表示，他们暂时还没有拿到判决书，将在与李铁进行会见后决定是否上诉。根据中华人民共和国法律，刑事案件被告人可以在一审宣判后10日内提出上诉，若不上诉，一审判决将在10日后生效。12月23日，李铁提出上诉。2025年4月30日，湖北省高级人民法院在咸宁市中级人民法院对李铁案二审宣判，裁定驳回上诉，维持原判。

## 轶事

### 吹刘海
李铁在担任主教练期间有在场边吹其刘海的习惯，有媒体称，李铁已经28年没换过发型了，习惯吹刘海是源于他早年在巴西时期没钱理发。从在巴西时期（健力宝青年队）至今，李铁28年没换过发型。有自媒体发文称该发型一直持续到2023年6月28日，正式进入看守所而结束，但2024年其在反腐专题片《持续发力 纵深推进》上镜及一审开庭时，仍保留原来的发型。

## 联赛上场纪录
| 球季  | 俱乐部     | 國家   | 上陣 | 入球 |
| ----- | ---------- | ------ | ---- | ---- |
| 1998  | 辽宁       | 中國   | 0    | 0    |
| 1999  | 辽宁       | 中國   | 24   | 0    |
| 2000  | 辽宁       | 中國   | 25   | 0    |
| 2001  | 辽宁       | 中國   | 26   | 0    |
| 2002  | 辽宁       | 中國   | 7    | 0    |
| 02/03 | 埃弗顿     | 英格兰 | 29   | 0    |
| 03/04 | 埃弗顿     | 英格兰 | 5    | 0    |
| 04/05 | 埃弗顿     | 英格兰 | 0    | 0    |
| 05/06 | 埃弗顿     | 英格兰 | 0    | 0    |
| 06/07 | 谢菲尔德联 | 英格兰 | 0    | 0    |
| 07/08 | 谢菲尔德联 | 英格兰 | 0    | 0    |
| 2008  | 成都谢菲联 | 中國   | 24   | 1    |
| 2009  | 辽宁宏运   | 中國   | 22   | 1    |
| 2010  | 辽宁宏运   | 中國   | 24   | 0    |
| 2011  | 辽宁宏运   | 中國   | 0    | 0    |
| 2012  | 辽宁宏运   | 中國   | 0    | 0    |